# Hurlburt Field
Hurlbert Field est une base aérienne de l'United States Air Force, faisant partie de l'Eglin Air Force Base dans le Comté d'Okaloosa en Floride. C'est le siège du 1st Special Operations Wing du Commandement des opérations spéciales de l'Air Force.

## Installations

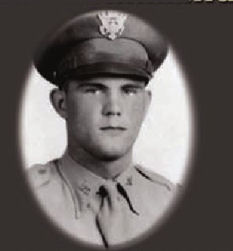
Le premier lieutenant Donald Wilson Hurlburt.

Hurlburt était à l’origine le terrain d'entrainement n° 9 pour les jeunes recrues de l'Eglin Air Force Base. Dans les années 1950, il a été administrativement séparé du reste du complexe et nommé d'après le premier lieutenant Donald Wilson Hurlburt (1919-1943), tué dans un accident d'avion sur la base d'Eglin.
Le Hurlburt Field comprend une piste longue de 2 926 m et large de 46 m et abrite les installations de l'USAF Special Operations School (USAFSOS)  et du Joint Special Operations University (JSOU) jusqu'à fin 2011.

## Memorial Air Park

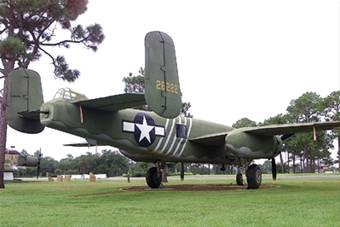
Un B25 au Memorial Air Park.

La base abrite également un mémorial destiné aux appareils des commandos de l'US Air Force, parmi lesquels un Sikorsky MH-53, un Douglas A-1 Skyraider, un Bell UH-1 Iroquois, un Douglas A-26 Invader et un North American B-25 Mitchell.